# Neodactylopus cyclopoides
Neodactylopus cyclopoides is een eenoogkreeftjessoort uit de familie van de Thalestridae. De wetenschappelijke naam van de soort is voor het eerst geldig gepubliceerd in 1945 door Nicholls.